# راحیل شریف
راحیل شریف (زادهٔ ۱۶ ژوئن ۱۹۵۶) یک ارتشبد چهارستاره ارتش پاکستان است که از ۲۹ نوامبر ۲۰۱۳ تا زمان بازنشستگی‌اش در ۲۹ نوامبر ۲۰۱۶ ریاست ستاد کل ارتش این کشور را بر عهده داشت. پس از تشکیل ائتلاف نظامی اسلامی در سال ۲۰۱۷ با درخواست عربستان سعودی و تأیید وزارت دفاع پاکستان راحیل شریف به سمت فرماندهی کل این ائتلاف منصوب شد.
وی همچنین برندهٔ جوایزی همچون لژیون افتخار شده‌است.